# Miroslav Kněbort
Miroslav Kněbort (* 24. září 1961) je český herec a podnikatel. Od poloviny devadesátých let 20. století ztvárňuje na společenských akcích a festivalech postavu Albrechta z Valdštejna.

## Život
V době studií na strojní fakulty liberecké vysoké školy absolvoval předvojenskou přípravu. Její součástí bylo týdenní soustředění blízko Českého Dubu, kde dostal za úkol kopat okopy. Během této činnosti se poznal s budoucím dlouholetým spolupracovníkem, který ho zasvětil do tajů sportovního šermu. Krátce po absolvování soustředění spolu ještě s dalšími kamarády založili amatérskou skupinu historického šermu pojmenovanou „Mordýři“. Když roku 1996 přišel o práci, začal se naplno věnovat historickému šermu a současně připravovat dramaturgii vystoupení, jež sám produkuje a navrhuje pro ně kostýmy.
Během devadesátých let město Frýdlant opětovně začínalo s pořádáním Valdštejnských slavností. Z počátku se jich Kněbort účastnil na pozici řadového vojáka ve skupině historického šermu. Jakmile ale začalo město Frýdlant shánět pořadatele slavností, přihlásil se se skupinou přátel do výběrového řízení, ve kterém uspěl. V rámci přeměny vizuální podoby oslav vznikla postava Albrechta z Valdštejna, kterou Kněbort od roku 1997 ztvárňuje. S ní navíc vystupuje nejenom ve Frýdlantě, ale i v Jičíně, Chebu a dalších městech.